# Đồng chí Tư lệnh tối cao đáng kính là vận mệnh của chúng ta (phim)
Đồng chí Tư lệnh tối cao đáng kính là vận mệnh của chúng ta (tiếng Triều Tiên: 경애하는 최고사령관동지는 우리의 운명) là một phim tài liệu sản xuất năm 2008 của Thông tấn xã Trung ương Triều Tiên.

## Nội dung
Phim chắp ghép những hình ảnh về lãnh tụ Kim Chính Nhật với lời bình.

## Hậu trường
Bộ phim được trình chiếu tại Cung Văn hóa Nhân dân Bình Nhưỡng (tháng 8 năm 2008), nhân dịp kỷ niệm 48 năm kể từ ngày Kim Chính Nhật đi những bước đầu tiên trong sự nghiệp lãnh đạo cách mạng Tiên quân, và nhằm tôn vinh ông ta như một người sáng lập của đường lối tư tưởng. Thành phần khán giả được chọn lọc trong số các Đảng viên, quân nhân và công chức, cũng như "những công chức làm việc trong các tổ chức nhân dân và Nhà nước".
Hãng thông tấn KCNA đã công bố đánh giá như sau:
Bộ phim đã thực sự gây ấn tượng trong việc tái hiện những chiến công bất tử của lãnh tụ Kim Chính Nhật trong công cuộc phát triển Quân đội Nhân dân Triều Tiên thành một lực lượng vũ trang cách mạng bất khả chiến bại, trở thành đối trọng của Hoa Kỳ và chủ nghĩa đế quốc trong những năm 90 thế kỷ trước dưới những khẩu hiệu mang tên Tiên quân, do đó thể hiện được sức mạnh của tư tưởng Chủ thể Triều Tiên.